# Carro (Holzmaß)
Der Carro war ein italienisches Volumenmaß und Brennholzmaß. Es galt in Mailand. Das Holzmaß war die Fuhre. Brennholz wurde aber mehr nach Gewicht verkauft als nach diesem Maß.
- 1 Carro = Länge 4 Braccia; Breite 4 Braccia; Höhe 1 Braccio = 16 Kubik-Braccia = 3,3692 Kubikmeter